# Zamek w Chrzelicach
Zamek w Chrzelicach – ruiny gotycko-barokowego zamku znajdującego się we wsi Chrzelice w gminie Biała, w powiecie prudnickim, w województwie opolskim, około 18 km od Prudnika.

## Historia

### Zamek gotycki (XIV-XV wiek)
Zamek został wzniesiony w 1 połowie XIV wieku, a jego najstarszą częścią była cylindryczna wieża. Wykorzystano miejsce po grodzisku z przełomu IX i X wieku, bądź starszego. Usytuowany między stawem na zachodzie a strumieniem i moczarami na wschodzie stanowił część linii obronnej złożonej z warowni na szlaku handlowym z południowego wschodu na północny zachód. Linię tworzyły również m.in.: Moszna, Ogiernicze i Przechód. Kolejnym etapem rozbudowy, było wzniesienie w 2. połowie XIV wieku murowanych murów na planie trapezu z wjazdem od południa. Wraz z nimi w południowo-zachodnim narożniku powstał trzykondygnacyjny budynek mieszkalny.
Według ustaleń historyka ziemi prudnickiej, Eryka Murlowskiego, pod koniec stycznia 1291 dowództwo w warowni w Chrzelicach przejął rycerz Dirsco Staruncza, podwładny księcia Bolka I opolskiego. Pierwszy znany dokument wspominający osadę Chrzelice pochodzi z czerwca 1316. W kwietniu 1336 książę Bolesław II opolski zatwierdził i darował panom z Prószkowa dobra prószkowskie, do których należały także dobra chrzelickie, mimo że znajdowały się na ziemi prudnickiej. 

Najstarsza wzmianka o zamku pochodzi z 9 sierpnia 1380 w zamku i dotyczy umowy sprzedaży jaką zawarł książę Henryk I niemodliński. Po raz kolejny zamek wzmiankowano w 1383 roku. W 1388 zamek w Chrzelicach wraz z majątkiem przeszedł na własność księcia Władysława Opolczyka. Powierzył on zarząd nad zamkiem Jerzemu II z Prószkowa. Po śmierci księcia Władysława, jego dobra na Śląsku przejęła wdowa po nim, księżna Eufemia mazowiecka.

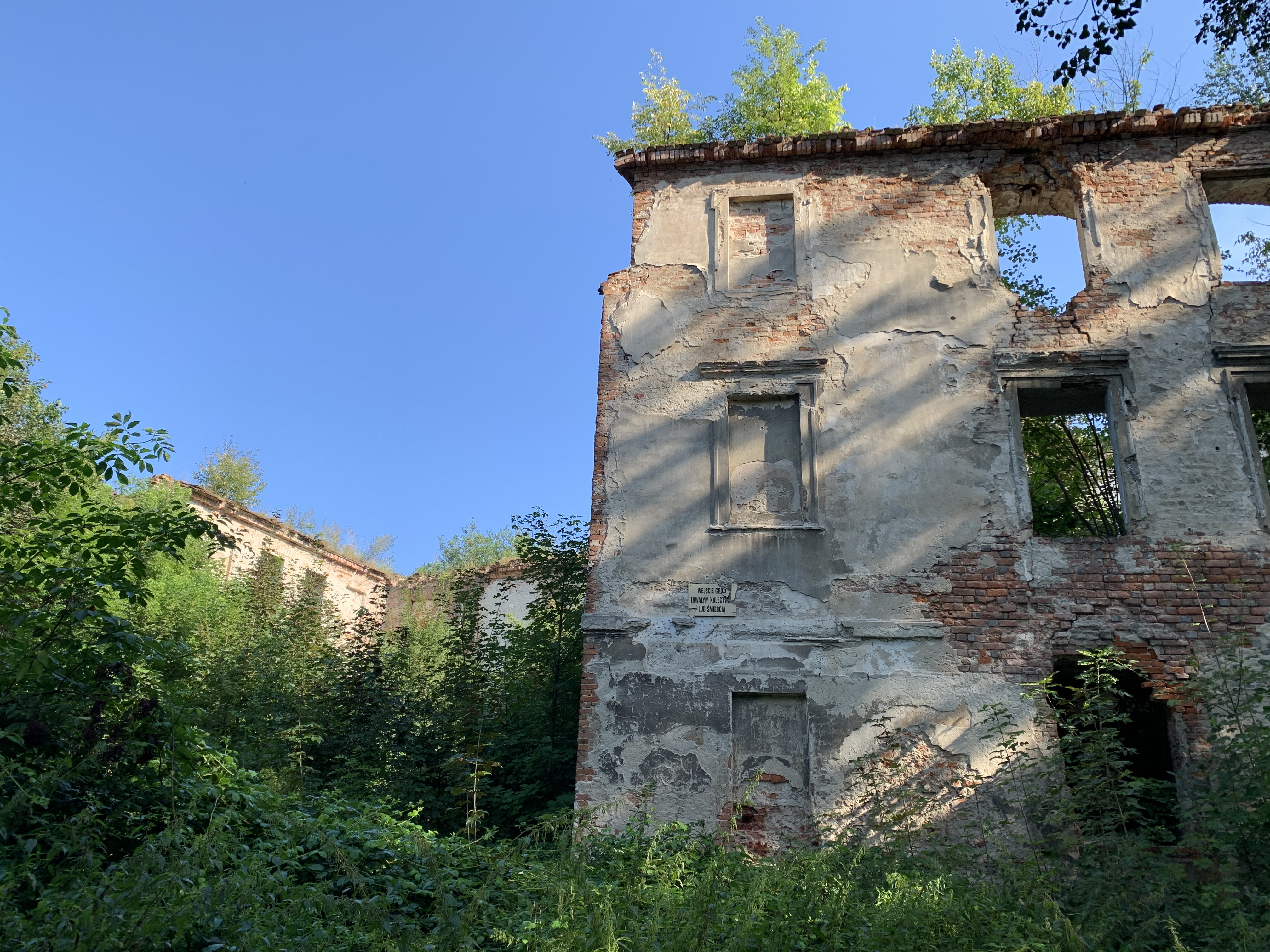
Skrzydło wschodnie zamku (2020)

Zamek w Chrzelicach przetrwał rejzy husytów na Śląsk na początku XV wieku. Doznał jednak uszczerbku w swoich umocnieniach. W 1437, po sporach pomiędzy poszczególnymi książętami, książę Bolko V Husyta otrzymał od stryja Bernarda niemodlińskiego połowę zamku w Chrzelicach ze wszystkimi przynależnymi dobrami. Po śmierci Bolka V w 1460, zamek w Chrzelicach otrzymał Mikołaj I opolski na okres od 1460 do 1476. Po tym okresie, zamkiem rządzili dwaj nieznani z imienia bracia. Byli rycerzami trudniącymi się łowiectwem, lecz przez kłopoty finansowe zaczęli zajmować się rozbojem wraz z kilkudziesięcioma towarzyszami. Kres rozbojom dali na początku XVI wieku Piastowie opolscy, którzy następnie posiadali zamek do 1532. W czasie potyczki ze zbójnikami zburzona została do połowy okrągła wieża zamkowa.
Podwładni księcia Jana II Dobrego wyremontowali wolnostojącą wieżę zamku, budynki i otaczający je mur. Dobudowali ośmioboczną wieżę z osłoniętym chodnikiem strzelnicowym, pokrytą namiotowym dachem. Wzmocnili i pogłębili fosę otaczającą zamek. W latach 1516–1517 starostą Chrzelic był Jan Stolcz z Gostomi. Po śmierci Jana II Dobrego, zamek w Chrzelicach wraz z dobrami przejął król Ferdynand I Habsburg. Tytułem zastawu, dobra objął margrabia Jerzy Hohenzollern. W 1538 mianował na stanowisko starosty Chrzelic Heinricha Pagrell von Jägel. Cesarz Maksymilian II uczynił zamek w Chrzelicach dobrem zastawnym dla Wacława Posadowskiego na lata 1557–1578. Przez krótki okres majątkiem w Chrzelicach zarządzali Blankowscy z Turawy. Pod koniec 1578 Chrzelice zostały oddane w dzierżawę Jerzemu IV Prószkowskiemu. Po jego śmierci w 1584, zamek przejął jego syn Jan Krzysztof I Prószkowski.
Około 1580 roku zbudowano na dziedzińcu drugi budynek, zlokalizowany w jego południowo-wschodnim narożniku. Otrzymał on sgraffitową dekorację na trzykondygnacyjnej elewacji, a jego bryłę nakryto dwoma niskimi dachami otoczonymi attyką.

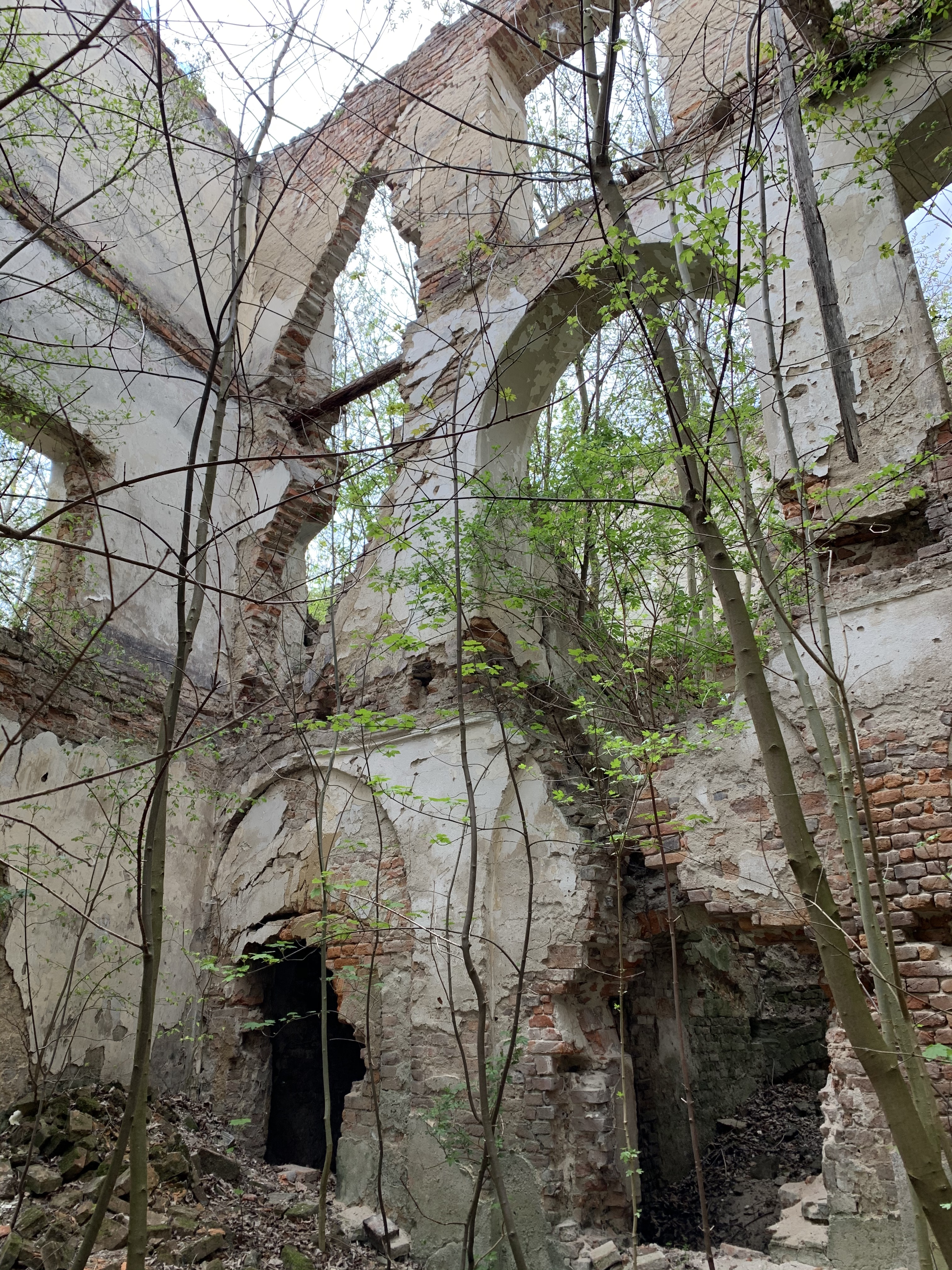
Ściany wewnętrzne skrzydła północnego zamku (2020)

Około 1602 roku zamkiem w Chrzelicach zainteresowali się inżynierowie Hans Schneider von Lindau i Valentin von Säbisch, którzy wykonali plany jego nowego ufortyfikowania, które jednak nie zostały zrealizowane z powodu wybuchu wojny trzydziestoletniej. 

### Pałac barokowy (XVII-XX wiek)
Od 1649 planowano przekształcenie zamku w barokowy pałac wkomponowany w park krajobrazowy. Z przebudową zamku na barokowy pałac w 1674 roku, można wiązać kamień ustawiony przy bramie wjazdowej od strony północnej. Ostatni okres przebudowy zakończono około 1694. Do końca XVIII wieku zamek posiadał cztery skrzydła otaczające dziedziniec. Po ponownym remoncie zostało zburzone skrzydło południowe wraz z wieżą zwieńczoną kopulastym hełmem. Zamek uzyskał wówczas kształt litery "C" o trzech skrzydłach.
24 listopada 1783 dobra prószkowskie wraz z Chrzelicami odkupił pruski król Fryderyk II Wielki. Połączył posiadłości Chrzelic i Prószkowa we wspólną domenę i włączył je do dóbr królewskich. Przekazał je pod zarząd kamery królewskiej. W 1794 ponownie podzielono domenę na dwa osobne urzędy i oddano w dzierżawę. Na początku 1816 zamek w Chrzelicach dostał się w dzierżawę rodziny Heller. Pod koniec 1844 w jednej z zamkowych sal na parterze urządzono kaplicę ewangelicką. Syn Edwarda, Aleksander Heller, był specjalistą od hodowli owiec i koni. Dzięki niemu w połowie XIX wieku Chrzelice „zasłynęły na arenie międzynarodowej” z racji posiadania „wspaniałego stada” tychże zwierząt. Od 1855 był pisarzem państwowym w Prudniku. Na przełomie lat 80. i 90. XIX wieku rolę dzierżawcy majątku pełniła Izidora Heller.

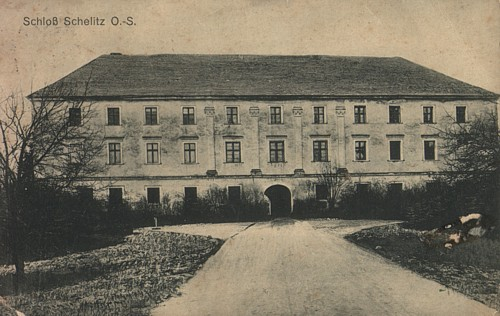
Zamek w Chrzelicach (1925)

Dzierżawa Hellerów wygasła pod koniec 1920. Pod koniec XIX lub na początku XX wieku przypuszczalnie rozebrano w całości skrzydło południowe z dawną gotycką kurtyną oraz z wieżą bramną, a zamiast barokowego dachu mansardowego wprowadzono dwuspadowy. Zniszczono też barokowy wystrój elewacji oraz zamurowano arkadowe krużganki wokół dziedzińca. Na pierwszym piętrze przekształcono układ otworów okiennych.
Od 1921 do 1938 właścicielem zamku i dóbr była Pruska Izba Skarbowa. Z jej ramienia dzierżawę pełnili na przemian Aleksander Seydel oraz Margarette Bannert. Pod koniec II wojny światowej, od końca marca do początku maja 1945, w zamku urzędował sztab łączności Armii Czerwonej. W parku okalającym zamek pochowano poległych niemieckich żołnierzy.
Po zakończeniu II wojny światowej, zamek w stanie pełnej używalności przeszedł na własność państwa polskiego. Od 1946 do końca lat 60. XX wieku mieszkało w nim kilkanaście rodzin, między innymi: Kwiotek, Ociepka, Wien, Kolek. Funkcjonowało w nim przedszkole oraz namiastka świetlicy wiejskiej lub klubu młodzieżowego. Jedną z ostatnich mieszkanek zamku była Julia Daniel. Pracowała w nim od 1912 jako służąca i kucharka. W 1975 przekwaterowano ją do domu we wsi. Dwa lata później, w marcu 1977 wskutek burzy zawaliła się część dachu zamku, powodując liczne uszkodzenia i pęknięcia ścian. Zapoczątkowało to dalszy proces dewastacji. W 1987 roku zawaliło się częściowo skrzydło zachodnie. W 2008 roku zamek nabyła Fundacja Ortus.

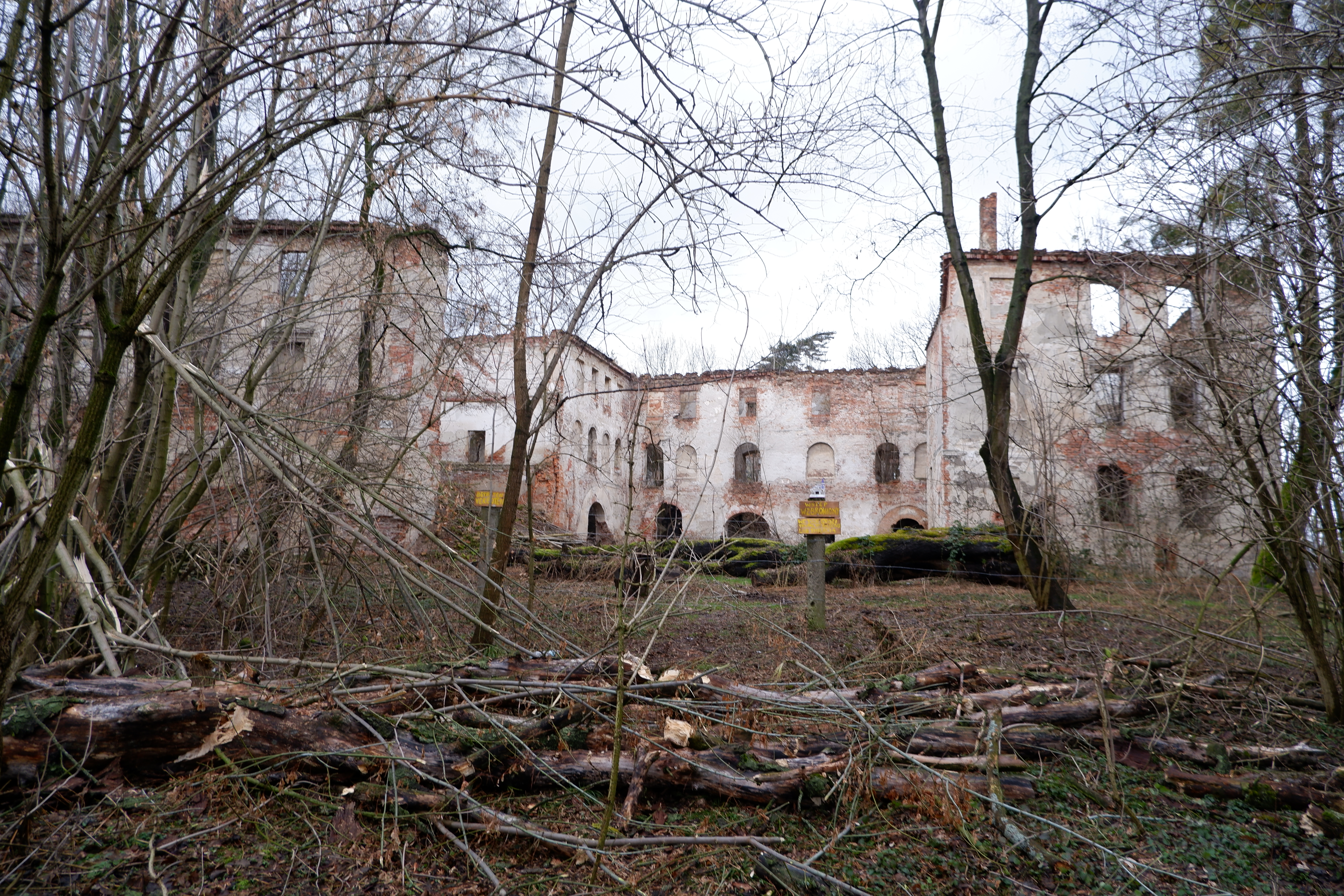
Ruiny zamku (2023)

Rezydencja zamieniła się w ruinę. Stanowi tak zwaną „ruinę stałą”.

## Architektura
Zamek wzniesiono z cegły na kępie otoczonej mokradłami. Założono go na planie nieregularnego trapezu, z krótką kurtyną północno-wschodnią. Mury obwodowe opięte zostały skarpami. W zachodniej części dziedzińca znajdował się wolno stojący stołp, zniszczony na początku XVII w. Wewnątrz murów powstały dwa czworoboczne domy, umieszczone w narożniku południowym i wschodnim. W południowo-wschodniej kurtynie znajdowała się brama.

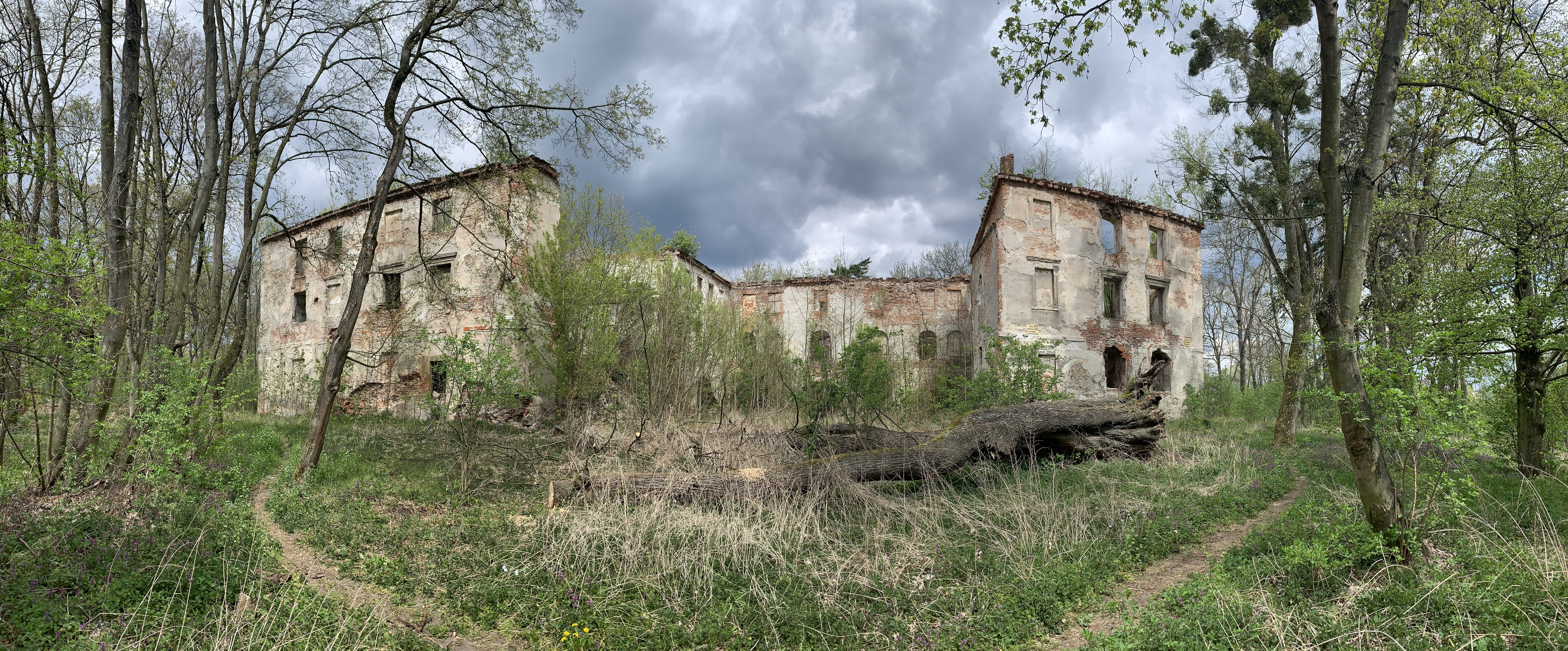
Widok ruin od strony południowej